# Tentamen

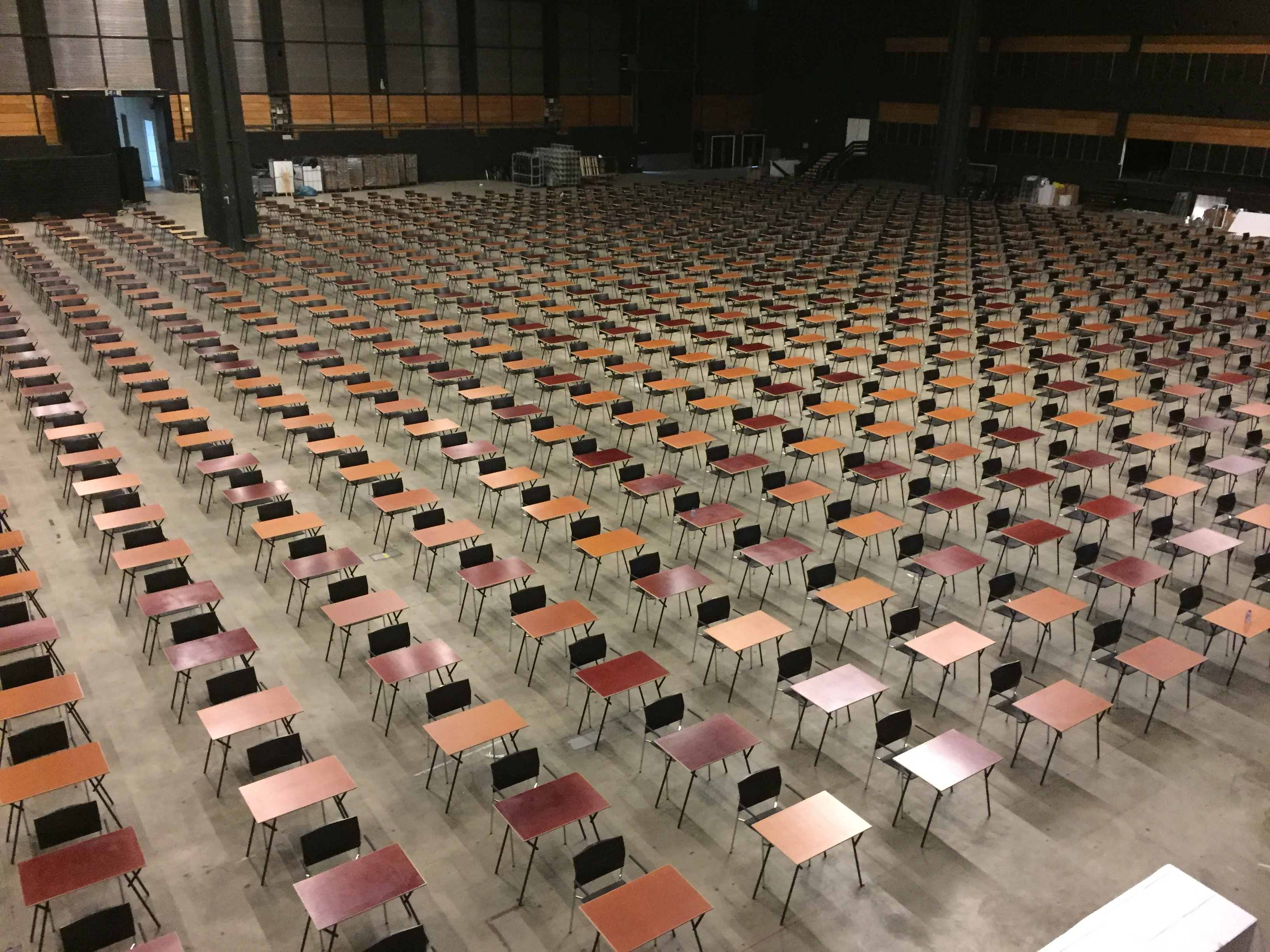
Een tentamenopstelling van de voortgangstoets geneeskunde van de Rijksuniversiteit Groningen

Tentamens (ontleend aan het Latijn; tentāmen 'poging', 'proef') zijn toetsmomenten waarbij studenten of scholieren moeten laten zien dat ze bestudeerde leerstof beheersen. Ze bestaan in schriftelijke, mondelinge en praktische vorm.
Tentamens komen ook voor als herkansing of (onder andere in het muziekonderwijs) als vervangende toets voor wie (nog) geen examen aflegt.
Tentamencijfers kunnen worden gevormd door een enkel toetsmoment, maar komen ook voor in de vorm waarbij meerdere toetsmomenten over een bepaalde periode worden verspreid. Deze cijfers van de toetsmomenten vormen dan samen één tentamencijfer.